# فشل

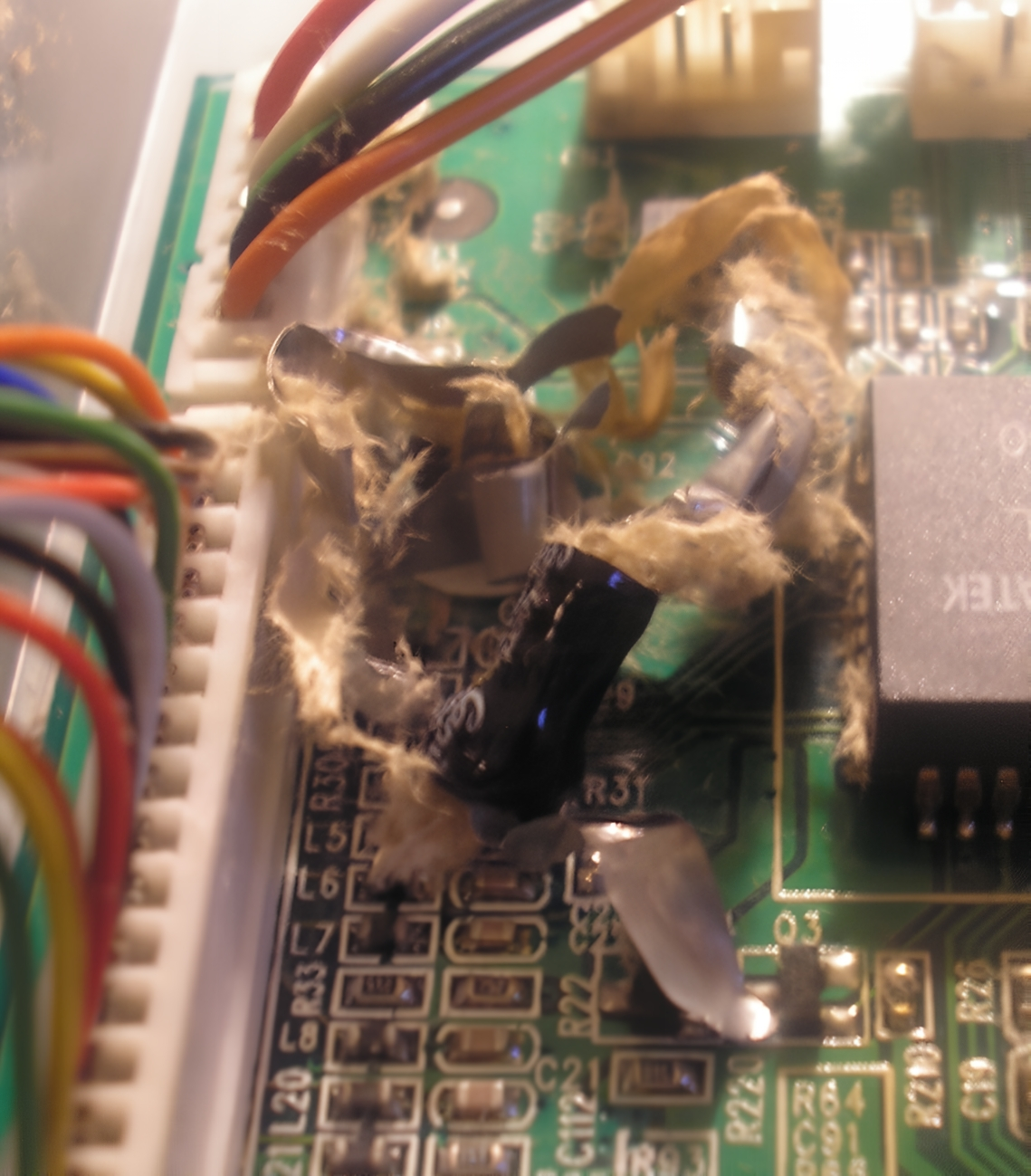
فشل مكون كهربائي (مكثف) لفرط الجهد

إذا أردنا أن نعرف ما هو الفشل فعلينا أولا أن نعرف ما هو النجاح لأنهما متناقضان وتعريفيهما صور عكسية لكل واحد منهما مع الآخر. فالفشل يتناسب تناسبا عكسيا مع النجاح. فالنجاح موجود في حياتنا اليومية ونعيشه كل يوم بل عدة مرات في اليوم وكذلك الفشل والنجاح أشبه بالتوفيق والفشل بعدم التوفيق ولا نستطيع أن نقيس مدى النجاح والفشل أو نحدد معاييرها فالنجاح كالسناء يلمع في الظلام.
وللنجاح تفسير تقليدي وهو يعتبر فسح مرور أو إشباع رغبة أو حاجة معينة لتحقيق هدف منها من وراء النجاح، وإن لم يتحقق كان الفشل.
فالنجاح هو ناتج معادلة تقول: التوفيق مع الجد والاجتهاد = النجاح أما الفشل فهو ناتج من تقصيرنا وعدم إعطاء النجاح حقه لتحقيقه ولكننا طالما نرمي جبة الفشل على منصة الحظ والظروف والحقيقة كل هذا نسلي به أنفسنا ونغطي به عيوبنا في التقصير وعدم الإخلاص للنجاح وتحقيقه.
وإذا كان النجاح يلمع في السماء كالقمر المنير الذي يجذب الناس بسناه المنير، أي بنجاحه ليلفت الأنظار إليه والفشل يكون دائما حبيس نفس صاحبه الذي يحاول قدر المستطاع إخفاءه عن الناس لكي لا يعرفوا أنه لم يوفق في تحقيق النجاح فالفشل في نفس صاحبه هم كبير يحاول إخفاءه ولكن بلا أي جدوى.
والفشل لا بد من أن يقابل كل إنسان في حياته في أي مجال فهل أنت تحقق كل شيء تسعى له من أول مرة مهما يكن هذا الشيء إن شاء الله قد يتحقق وقد لا يتحقق بمشيئة الله أيضا بلا شك ولن ننسى أن الفشل هو طريق النجاح، فهناك من يفشل ويفشل ويضع في ذهنه أن الشيء الذي أمامه معقد وقد تعقد منه ولكنه خطأ لأنه لم يحاول أن يعطى النجاح حقه ليحققه.
كما أنه سيجد دوافع النجاح لديه في شيء آخر مما يؤدي به للإبداع وتحقيق أعظم نجاح.
وليس من العيب أن يفشل الشخص في أول محاولة له ولربما في عدة محاولات ما دام أنه يحاول ولكن العيب أن يستمر الشخص في الفشل أو يسلم بالفشل. بل لا بد من أن يحاول أن يعطي النجاح حقه ليحققه لأن التسليم بالفشل والظن بأنه شيء معقد لا تستطيع تحقيقه ليس له صحة فكل شيء بالجد والعمل والبحث يسهل.
وما أروع حساب النفس في كل الحالين ففي النجاح يكون الرضا والحمد على ما تحقق، ودافع لتحقيق الكثير.
أما في حالة الفشل إن حصل حساب للنفس فقد أقفل باب الفشل في هذا المجال بحساب النفس لأن النتيجة هي الندم على ما فات والأسف على التقصير نحو النجاح واكتشاف أسباب الفشل ومعرفة أسباب النجاح ومن المؤكد سوف يقوم الشخص بمعالجتها والتخلص من رواسب الفشل وهذا دافع للحماس لدفع عجلة الحياة نحو النجاح وإعطائه حقه لتحقيقه.

## أنواع الفشل
تختلف طرق تصنيف الفشل حسب حجمه أو طبيعة تأثيره أو طبيعة الحدث المرافق له، فهناك الفشل الصغير في قضية ثانوية، والفشل الضخم الذي يترك آثاره على حياة الإنسان كاملة.
وهناك الفشل الذي يتعلق كلياً بشخص واحد، أو فشل يخوضه إنسان مع جماعة (كهزيمة فريق كرة السلة، أو هزيمة دولة ما في حرب.
وهناك الفشل الحاضر الذي نعيشه، والفشل الذي قد يكون منتهياً لكنه يلقي بظلاله على حياتنا الحاضرة، فيتدخل بآثاره في تفاصيل ما نفعله، الأمر الذي يدفع بنا إلى الخوف، أو التردد أو الضعف في معالجة مشاكل حياتنا والاستمتاع بما حققنا من إنجازات ونجاحات.
نجد أيضاً الفشل المفاجئ الذي قد يشكل صدمة للإنسان المأخوذ به بغتة، فيشل قدرته على التفكير، وقد يؤثر في صحته أحياناً، ونجد الفشل الذي يأتي على مراحل، ويستطيع من يمر بتجربة كهذه أن يتبين حصول هذا الفشل، فيمتلك الوقت الكافي لتلافيه أو التقليل من الخسائر المترتبة منه.
هناك تصنيف آخر للفشل وفقاً لنوع الوظيفة الحياتية التي يؤديها، فنجد الفشل العاطفي والفشل الدراسي والفشل المهني أو المالي والفشل السياسي والفشل الصحي، وقد نجد أحياناً فشلاً بسيطاً أو فشلاً مركباً في أكثر من ناحية من نواحي الحياة.

## مستويات الفشل
يصنف العاملون في الحقل النفسي الفشل حسب درجة تعقيده وسهولة التعامل معه وفقاً لما يلي:

### الفشل الكارثي
حيث يقود تزايد الضغوط والعراقيل في عملية نفسية معينة، مترافقة مع مشاكل في العمل أو الدراسة أو الحياة الزوجية إلى انهيار مفاجئ، عاصف وشامل، في بنية الإنسان النفسية ويؤدي إلى فقده القدرة على إدارة وظائفها اليومية، وفشل كلي في المسألة التي هي موضوع الأزمة، فينهار الزواج أو تُشتّت الأسرة، أو يفقد الشخص المعني عمله، وغالباً ما يترافق ذلك بدخول الإنسان حالة من العجز التام، وعدم القدرة على المحاولة من جديد.

### الفشل المعقّد
هو حالة صعبة من الفشل، ولكنها لا تؤدي إلى انهيار الإنسان وعجزه عن إدارة شؤون حياته، وتبقى الآمال موجودة في تجاوز أزمته، ولكن ذلك يحتاج إلى مساعدة خارجية يقدمها له محبوه وأصدقاؤه، وبعض المتخصصين الذين يستطيعون أن يرشدوه إلى الطريق الصحيح في التعامل مع المشاكل التي يواجهها.

### الفشل السهل
وهي حالة شائعة، مر بها أكثر الناس، وتتمثل في فشل محدود، في مسألة معينة، قد تثير في الإنسان بعض الشعور بالإحباط، والرغبة بالتعويض، إلا أنها سهلة التجاوز، وهي تشبه انكسار حلقة في سلسلة، قد تعيق عملها برهةً، ولكن سرعان ما يمكن تقريب الحلقات الصحيحة الأخرى ووصلها من جديد، لتعود سلسلة الحياة إلى تتابعها.

## أهم أسباب الفشــل
هناك أسباب عديدة، بل وقد تكون بسيطة ولكنها تؤدى إلى الفشل. إحفظها عن ظهر قلب حتى تتجنبها تماما لتنجح. من أهم هذه الأسباب:

### عدم فعــل شيء
هذا السبب هو العامل الأكبر لفشل كثير من الأشخاص والأعمال. يجلس الشخص دون أن يفعل أي شئ وينتظر النجاح. لا تعمل ــ لا تتصرف ــ لا نتيجة. هذا شئ مرعب. كيف يستطيع أي فرد أن يحقق أي شئ في الحياة إذا كان لا يعمل ويجتهد ويثابر أيضا. لماذا يفعل الفرد ذلك وهو يعرف أن الجمود والتوقف عن العمل لن يأتي بنتيجة أو يعود بالفائدة على أي مشروع؟ في اعتقادي إن ذلك يحدث لأن الفرد يخاف من الفشل. عادة ما يظن أنه إذا حاول عمل شئ سيفشل. كثير من الناس يخافون من الفشل. منهم من فشل مرات ومرات ولكنه لم ييأس وحاول مستفيدا من أخطائه وتعلم منها حتى نجح. ما المخيف من الفشل؟ إن الطفل يقع عشرات المرات بل وقد يصاب بجروح حتى يستطيع الوقوف ثم المشي. الإنسان يتعلم من فشله الأسباب التي أدت لذلك فيتجنبها في المرة التالية فيحقق ما يتمناه من نجاح. هذه هي الحياة إذا لم تفشل بالمرة لن تنجح بالمرة. هكذا ببساطة.

### إنجاز نصف العمل
يتحمس الفرد في بداية العمل لمجموعة من الأفكار أو الاستراجيات. يحاول أن يعمل عليها جميعا. هل يمكن لإنسان أن يقوم بعمل أكثر من شئ في وقت واحد؟ هذا الشخص لا يعطى الوقت الكافي لكل واحدة مما يريد عمله وبذلك ينجز النصف أو حتى جزء من العمل ثم يتعجب لماذا فشلت كل الأفكار والاستراجيات. إذا شغلت يدك بأكثر من عمل لن تنجز شيئا وبالتالي لن تربح شيئا. ركز على واحدة فقط من الأفكار اعمل عليها حتى تكتمل ثم انتقل لغيرها بذلك تحقق النجاح. واحدة تلو الأخرى تنجح جميعها وتدر الربح. لا تنشغل بأكثر من عمل في وقت واحد وإلا لن تكتمل أي منها وتفشل جميعها. إنك بذلك تسعى للفشل الذريع. كما أن فقدان الحماس يجعلك تقف في نصف الطريق ولا تكمل ما بدأت عمله. حفز نفسك لتظل تعمل بنفس الحماس حتى تكمل ما تريد تحقيقه وتنجح فيه.

### عدم الثبات في ما تفعل
إن أحد مفاتيح النجاح هي أن تثبت وتثابر على ما تعمل. إن أي عمل لا يكتمل إلا إذا كان يتم طبقا لخطوات محددة وتستمر في تتبعها حتى تكتمل كل الخطوات. ما يتم طبقا لنظام يعمل بصورة صحيحة مهما كان الأسلوب الذي تتبعه. عادة يٌصدم الشخص عندما لا يجد النتيجة التي يتمناها بعد إتمام خطوة أو اثنتين فقط من مجموعة الخطوات المطلوبة. إن التسرع واختصار الخطوات لا يفيد إذا لم تطبق العملية كاملة. لا تختصر بعض الخطوات لأنك تريد الوصول بسرعة للخاتمة حتى تبدأ في جنى الأرباح. تأكد إنك بعمل ذلك لن تحقق شيئا ويصبح الفشل أكيدا. يجب أن تستمر في تنفيذ جميع الخطوات والالتزام بتسلسلها حتى تحقق النجاح.

### عدم وجود خطة واضحة
النجاح لا يحدث فجأة أو صدفة إلا في الروايات والأحلام، وإن حدث لبعض الأشخاص يكون نادرا. يجب أن تضع خطة قبل البدأ في تنفيذ العمل. خطط للنجاح. خطط كم تريد أن تحقق في فترة معينة، وما هي الإستراتيجية التي ستتبعها لتنفيذ ذلك. التخطيط ليس بسر كبير، إنه فقط يحتاج وقتا والتزاما. قد يسمع شخص يقول لا أريد أن أضع خطة لأننى قد أغير رأيي في أي مرحلة من التنفيذ. هذا سخيف. يمكنك تغيير وتطوير خطتك في أي وقت لأن الأصل فيها أن تكون مرنة قابلة للتعديل والتبديل. ضع هدفا كبيرا أو صغيرا أو حتى اختر آخر مختلف تماما، ولكن دون خطة لن تصل لشئ. ستظل الأفكار أفكارا لا تنفذ لأن خارطة العمل (الخطة) غير موجودة. إن تكرار ما تفعله دائما ستحصل على نفس النتائج كل مرة. ولكن مع وجود خطة مرنة يمكن تعديلها مع تطور أفكارك تضمن لك النجاح وتبعد عنك الفشل.

### التكــــاسل
التكاسل والتراخي هما من الأسباب الشائعة للفشل. عندما نسمع عبارة «سأفعل ذلك غدا» نتأكد إن شيئا لن يتم. هذا التكاسل عند بعض الأفراد أدى لفشلهم وفشل مشاريعهم. ماذا في أن يكون الشيء غير كامل. الأهم أن تستمر في عملك وتنجز الجزء وراء الآخر حتى تنتهي ويكمل العمل. لا تجعل سعيك وراء الكمال في ما تعمل سببا لتتكاسل. المهم أن تنهض وتنفذ حتى يكتمل العمل بصورة صحيحة تأتي بالناتج الصحيح المتوقع. المهم أن تعمل وتجتهد وتستمر حتى تحقق النجاح مهما كانت النسبة التي تحققت منه. لا تتكاسل وتجعل سعيك وراء الكمال حجتك للتكاسل والتراخي أو التأجيل. انهض وتخلص من التكاسل حتى تنجح ولا تكن من الفَشِلِين. الكمال يأتي مع الوقت والعمل وزيادة الخبرة وليس بالجلوس ساكنا منتظرا أن يأتي النجاح بنفسه.

## الفشل في العلم
Thomas J. Watson قال "إذا كنت تريد أن تنجح، عليك أن تضاعف ضربات الفشل". محرر مجلة Wired Magazine كيفن كيلي Kevin Kelly يفسر إنه يمكن تعلم الكثير من الأمور التي تسير بشكل غير متوقع، وإن حفظ الأخطاء هو جزء من نجاح العلم". إنه يستخدم المثال من المهندسين والمبرمجين الذين يدفعون الأنظمة لحدودها، وكسر قواعدها لهم للتعلم عليهم أكثر من الأخطاء. كيلي يحذر أيضا ضد خلق ثقافة (مثل نظام المدارس) أن يعاقب الفشل بقسوة، لأن هذا يمنع عملية الإبداعية، ويمنع تعليم الناس من التواصل مع الآخرين والتعلم من فشل تجاربهم.

## اقرأ المزيد
- Perrow, Charles  [لغات أخرى]‏. Normal Accidents: Living with High-Risk Technologies. New York: Basic Books, 1983. Paperback reprint, Princeton, N.J.: دار نشر جامعة برنستون، 1999. ISBN 0-691-00412-9
- Sandage, Scott A.  [لغات أخرى]‏ Born Losers: A History of Failure in America. Cambridge, Massachusetts: دار نشر جامعة هارفارد، 2005. ISBN 0-674-01510-X, ISBN 0-674-02107-X

## روابط خارجية
- Designing Building Failures
- Know Your Meme: FAIL
- Zimmer، Ben (7 أغسطس 2009)، "How Fail Went From Verb to Interjection"، مجلة نيويورك تايمز، مؤرشف من الأصل في 2019-09-26.
- Association for the Study of Failure from Japan